# Turany

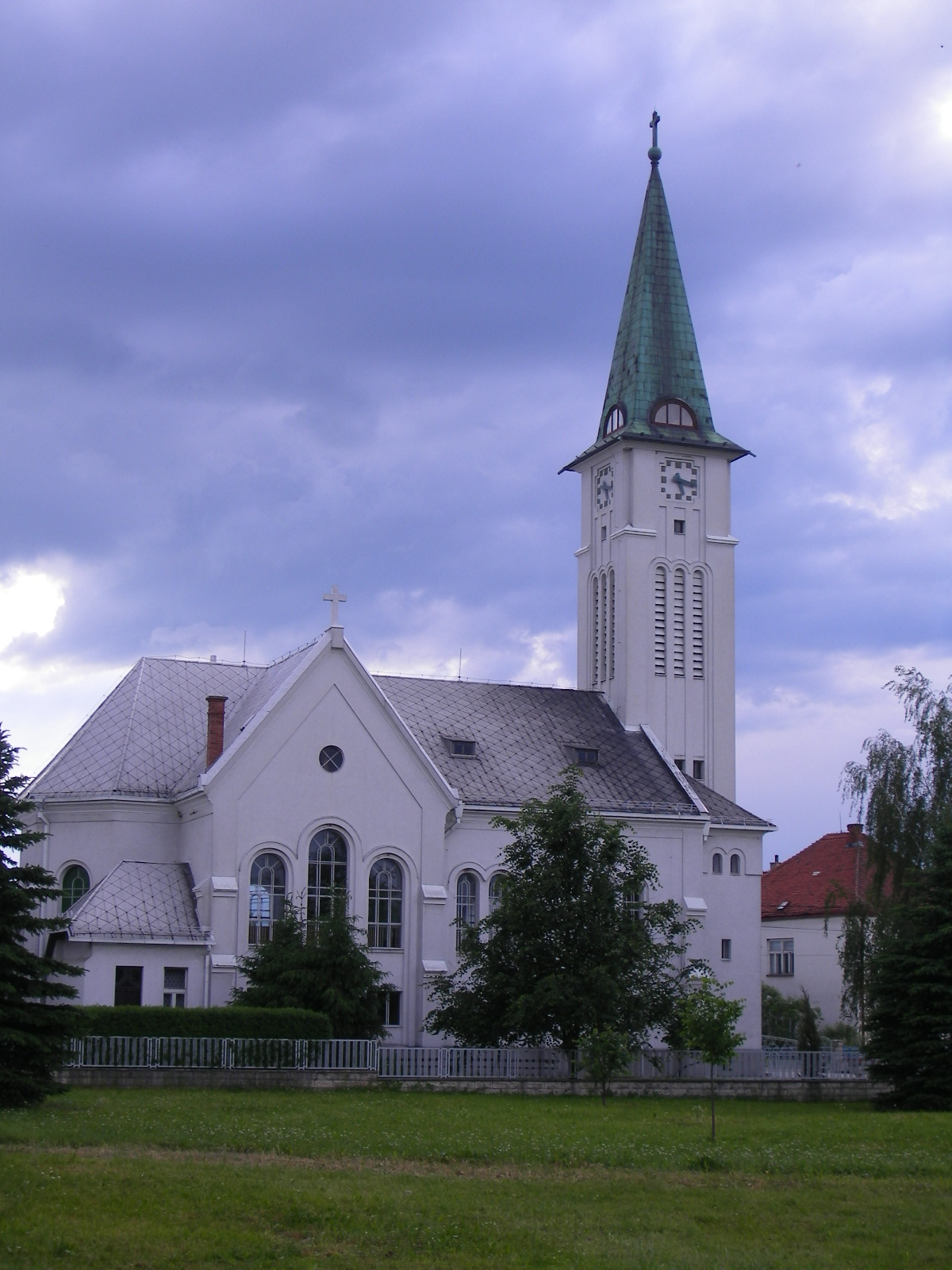
Turany

Turany (Hongaars: Nagyturány) is een Slowaakse gemeente in de regio Žilina, en maakt deel uit van het district Martin.
Turany telt 4.345 inwoners.